# Куняев, Николай Николаевич
Никола́й Никола́евич Куня́ев (род. 7 сентября 1955, Паранеи) — советский и российский правовед, кандидат исторических наук, доктор юридических наук, профессор. Действительный государственный советник Российской Федерации 2 класса, действительный государственный советник налоговой службы Российской Федерации III ранга.

## Биография
В 1977 году окончил Мордовский государственный университет.
В 1977—1983 годах был инженером, затем главным инженером колхоза им. М. И. Калинина Атяшевского района Мордовской АССР. В 1983 году был секретарем парткома совхоза «Лысково», затем совхоза «Раисино» Рузского района Московской области. В 1987 году стал инструктором Рузского районного комитета КПСС Московской области.
В 1988—1989 годах был слушателем Московской высшей партийной школы.
В 1990 году стал главным специалистом в Исполнительном комитете Московского городского Совета народных депутатов, затем — в Комитете экономики Правительства Москвы. В 1992 году стал управляющим делами АО «Мосинтур», в 1993—1999 годах возглавлял ряд коммерческих строительных организаций города Москвы.
В 1999 году стал первым заместителем начальника Управления делами Департамента финансов Москвы. В 2000 году стал заместителем руководителя, затем руководителем Административно-контрольного департамента Министерства по налогам и сборам Российской Федерации. В 2003 году стал начальником отдела, затем начальником департамента, заместителем начальника управления, начальником департамента Управления Президента Российской Федерации по кадровым вопросам и государственным наградам, затем — заместителем начальника управления, начальником департамента Управления Президента Российской Федерации по государственным наградам.
В 2003 году окончил аспирантуру ВНИИДАД и защитил кандидатскую диссертацию на тему «Развитие системы документационного обеспечения управления в налоговых органах Российской Федерации на основе новых информационных технологий». В 2005 году учился в Военной академии Генерального штаба Вооруженных сил Российской Федерации. В 2008 году окончил с отличием Московскую финансово-юридическую академию по специальности «Юриспруденция». В 2010 году окончил аспирантуру Российского университета дружбы народов и защитил докторскую диссертацию на тему «Правовое обеспечение национальных интересов Российской Федерации в информационной сфере».
В 2017—2020 гг. являлся директором Всероссийского научно-исследовательского института документоведения и архивного дела.

## Научная деятельность
Сфера научных интересов: современная организация государственных учреждений России, государственная кадровая политика и управление персоналом, документационное обеспечение управления, документоведение и конфиденциальное делопроизводство, внедрение и использование информационно-коммуникационных технологий, правовое регулирование защиты информации и информационной безопасности, информационное противоборство и правовое обеспечение национальных интересов Российской Федерации в информационной сфере.

### Монографии
- Куняев Н. Н., Агапов А. В., Рябцунов П. М., Обухов А. А. . Методология организации мероприятий информационной безопасности / ред. С. В. Чварков. — Москва: Военная академия генерального штаба, 2009.
- Куняев Н. Н. История развития системы документационного обеспечения управления в налоговых органах Российской Федерации на основе информационно-коммуникационных технологий (1990 — начало 2000-х годов). — Москва: МФА, 2009.
- Куняев Н. Н. Правовое обеспечение национальных интересов Российской Федерации в информационной сфере. — Москва: Логос, 2010.
- Куняев Н. Н. Обеспечение национальных интересов Российской Федерации в информационной сфере: правовой аспект. — Москва: Юрлитинформ, 2012.

### Учебные пособия
- Куняев Н. Н. Современная организация государственных учреждений России. — Москва: Юридическая литература, 2007.
- Куняев Н. Н., Уралов Д. Н., Фабричнов А. Г. Документоведение. — Москва: Логос, 2008.
- Демушкин А. С., Куняев Н. Н., Фабричнов А. Г. Конфиденциальное делопроизводство и защищенный электронный документооборот. — Москва: Логос, 2010.
- Куняев Н. Н., Кубанков А. Н. . Система обеспечения информационной безопасности Российской Федерации: организационно-правовой аспект. — Москва: Российская правовая академия Министерства юстиции Российской Федерации, 2014.
- Кондрашова Т. В., Куняев Н. Н., Фабричнов А. Г. Информационные технологии в документационном обеспечении управления и архивном деле. — Москва: Логос, 2015.

## Награды
- 21 января 2008 — почетный работник высшего профессионального образования Российской Федерации[2].
- 7 февраля 2008 — орден Почёта[3].
- 2 июля 2008 — медаль «За укрепление государственной системы защиты информации» I степени[4].
- 21 октября 2008 — благодарность Президента Российской Федерации[5].
- 28 января 2014 — почетный работник науки и техники Российской Федерации[6].
- 24 августа 2015 — орден Дружбы[7].